# Люмбаго
Люмбаго (від лат. lumbus — поперек), також гострий попереково-крижовий радикуліт, поперековий простріл, простріл в спині — гострий біль («простріл») у нижній частині спини (попереку) незалежно від причин її виникнення та характеру прояви. Часто плутають з радикулітом.
В основному причинами люмбаго є перенапруження поперекової ділянки, поперекові грижі, зміщення хребців, або ж вроджені аномалії хребців.
Причинами сильного раптового люмбаго, яке може виникнути у людини під час нахилу або підняття вантажу, зазвичай є або випадання міжхребцевого диска, або значне напруження м'язів і зв'язок спини.
Якщо люмбаго супроводжується ішіалгією, то швидше за все причиною його виникнення є випадання міжхребцевого диска.
Дуже рідко причинами люмбаго можуть бути ревматичні захворювання, деякі інфекційні захворювання або пухлини.
Використовуючи сучасні методи, лише у 30% хворих на люмбаго вдається з'ясувати причину захворювання.
Виникнення при люмбаго больових феноменів обумовлене подразненнями рецепторів, розташованих в області фіброзного кільця ураженого міжхребцевого диску, або прилеглих до нього зв'язок. У відповідь виникає тонічна напруга м'язів.
Так званий «простріл» зустрічається як в осіб молодого, так і середнього і літнього віку, проте він незвичайний для дітей підліткового періоду. Найчастіше зустрічається у чоловіків у віці 30-40 років. З'являється, як правило, в момент інтенсивного фізичного навантаження або після нього, провокується перегріванням (з пітливістю) і наступним охолодженням. Характер раптового різкого болю в попереку — що рвучого, пульсуючого, проколюючого, прострілюючого. Суб'єктивно больові відчуття локалізуються глибоко в м'язах, зв'язках, кістках.
Під час нападу людина стає безпорадною, застигає у вимушеній позі, будь-яка спроба руху посилює біль, розвивається спазм м'язів поперекової області. Тривалість болю сягає від кількох хвилин до кількох годин і доби. У спокої і в положенні лежачи на твердій поверхні гострий біль стихає. Буває, що сильний біль зникає так само раптово, як і з'явився. У цьому випадку у хворих виникає відчуття, що в попереку «щось стало на місце».
При відсутності лікування гострі болі можуть тривати від кількох днів до 2 — 3 тижнів у залежності від тяжкості перебігу.
При інтенсивних болях використовують болезаспокійливі і спазмолітичні препарати. Лікувальний ефект, як правило, приносять також сеанси мануальної терапії в поєднанні з процедурами лікувального масажу і застосуванням фізіотерапевтичних апаратів електроміостимуляції, ампліпульс, а також апаратів магніто-лазерної терапії (резонансна магнітоквантова терапія).